# Vághéve
Vághéve (szlovákul Považská Teplá) Vágbeszterce településrésze Szlovákiában, a Trencséni kerület Vágbesztercei járásában.

## Fekvése

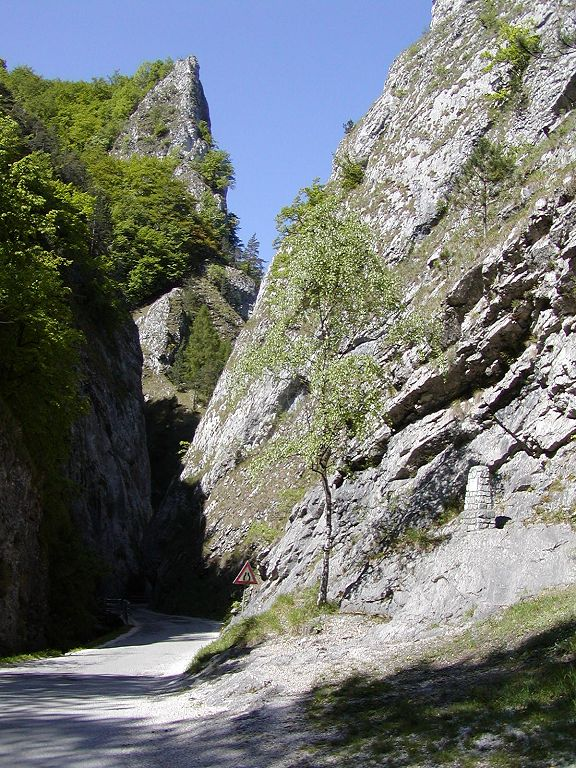
A Manini-hasadék

Vágbeszterce része, a központtól 3 km-re északkeletre, a Vág bal partján fekszik.

## Története
A 18. század végén Vályi András így ír róla: „Vág Tepla, Verch Tepla. Tót faluk Trentsén Várm. földes Uraik Gr. Illésházy, Gr. Balassa, Gr. Szapáry, és több Uraságok, lakosaik katolikusok, és másfélék is, fekszenek Vág Beszterczéhez, ’s Szulóvhoz nem meszsze, földgyeik néhol soványak, keresetre módgyok a’ szomszéd fördőkben; fájok, és legelőjök van.”
Fényes Elek 1851-ben kiadott geográfiai szótárában így ír a faluról: „Tepla (Vágh-), tót falu, Trencsén vmegyében, a Vágh bal partján, 481 kath., 10 zsidó lak. Kicsiny de termékeny határral. F. u. b. Balassa, gr. Szapáry.”
1910-ben 487, többségben szlovák lakosa volt, jelentős magyar kisebbséggel. A trianoni békéig Trencsén vármegye Vágbesztercei járásához tartozott.

## Nevezetességei
Határában, a falutól 3 km-re, a Vág bal partján található a Manini-hasadék: keskeny, alig pár méter széles sziklaszurdok a Manin völgyében. A sziklák oldalában ásványvízforrás fakad.

## Lásd még
- Vágbeszterce
- Alsóhidas
- Felsőhidas
- Kisfarkasd
- Milohó
- Nemeskvassó
- Paraznó
- Podmanin
- Sebestyénfalva
- Vágalja
- Vágváralja
- Vágzsigmondháza